# Erminio Bolzan
Erminio Luciano Bolzan (Conegliano, 11 marzo 1914 – Sainte-Foy-la-Grande, 26 gennaio 1993) è stato un pugile italiano, olimpionico a Berlino 1936.

## Biografia
Si formò nella scuola pugilistica di Conegliano. Nel 1932 vinse il campionato italiano novizi sotto la guida di Oreste Colognato.
È stato il primo pugile trevigiano, insieme al peso massimo Secondo De Marchi, a partecipare alle Olimpiadi. Alle Olimpiadi di Berlino perse agli ottavi di finale contro il tedesco Richard Vogt che sarà medaglia d'argento nella competizione. 
Non è mai passato professionista. Dopo il ritiro è emigrato in Francia dove è morto nel 1993.